# Siewruki (przystanek kolejowy)
Siewruki (biał. Сеўрукі, ros. Севрюки) – przystanek kolejowy w miejscowości Spoczynek, w rejonie baranowickim, w obwodzie brzeskim, na Białorusi. Nazwa pochodzi od pobliskiej wsi Siewruki.